# Ian Bleasdale
Ian Bleasdale (Upholland, 1952) is een Brits acteur en televisiepresentator.

## Biografie
Bleasdale begon na zijn studie te werken als leraar, door een belofte die hij met zijn moeder maakte op haar sterfbed koos hij ervoor om acteur te worden.
Bleasdale begon in 1980 met acteren in de televisieserie Blakes 7, waarna hij nog meerdere rollen speelde in televisieseries en films. Hij is vooral bekend van zijn rol als Josh Griffiths in de televisieserie Casualty waar hij in 440 afleveringen speelde. Sinds hij deze serie heeft verlaten is hij ook actief als televisiepresentator voor de Engelse televisieserie Hospital Heroes.

## Filmografie

### Films
Uitgezonderd korte films.
- 1992 To Be the Best - als familiedokter
- 1990 The World of Eddie Weary - als discoman
- 1987 Comeback - als intern
- 1985 Romance on the Orient Express - als ober in wegrestaurant
- 1985 Wetherby - als neurotische leraar
- 1984 Killer Waiting - als O'Malley
- 1983 A Flame to the Phoenix - als Hauptman

### Televisieseries
Uitgezonderd eenmalige gastrollen.
- 1989-2024 Casualty - als Josh Griffiths - 443 afl.
- 2004-2005 Holby City - als Josh Griffiths - 3 afl.
- 2005 Casualty @ Holby City - als Josh Griffiths - 5 afl.
- 1991 Soldier Soldier - als Daz - 2 afl.
- 1991 The Brittas Empire - als voorman - 2 afl.
- 1990 Making News - als Ron - 6 afl.
- 1988-1989 Hard Cases - als politieman - 2 afl.
- 1988 Andy Capp - als Milkie - 6 afl.
- 1985 The Beiderbecke Affair - als reverend Booth - 2 afl.
- 1984 They Came from Somewhere Else - als nieuwslezer - 2 afl.
- 1983 A Brother's Tale - als Jack Atherton - 2 afl.
- 1982 Harry's Game - als ober - 2 afl.
- 1980 Take the High Road - als Joe Reilly - 2 afl.